# إسحاق غودنايت
إسحاق غودنايت هو قاضي ومحامي وسياسي أمريكي، ولد في 31 يناير 1849 في مقاطعة ألين في الولايات المتحدة، وتوفي في 24 يوليو 1901 في فرانكلين في الولايات المتحدة. نشط حزبياً في الحزب الديمقراطي. وقد انتخب عضو مجلس النواب الأمريكي ‏.